# Zonocryptus pulchripennis
Zonocryptus pulchripennis là một loài tò vò trong họ Ichneumonidae.